# 78394 Garossino
78394 Garossino è un asteroide della fascia principale. Scoperto nel 2002, presenta un'orbita caratterizzata da un semiasse maggiore pari a 2,4431628 UA e da un'eccentricità di 0,0957119, inclinata di 5,60958° rispetto all'eclittica.
L'asteroide è dedicato all'astronomo amatoriale canadese Paul G. A. Garossino.